# Bradysia longicauda
Bradysia longicauda är en tvåvingeart som beskrevs av Werner Mohrig och Menzel 1990. Bradysia longicauda ingår i släktet Bradysia och familjen sorgmyggor. Inga underarter finns listade i Catalogue of Life.